# Eisenbahnbrücke über die Stammestraße

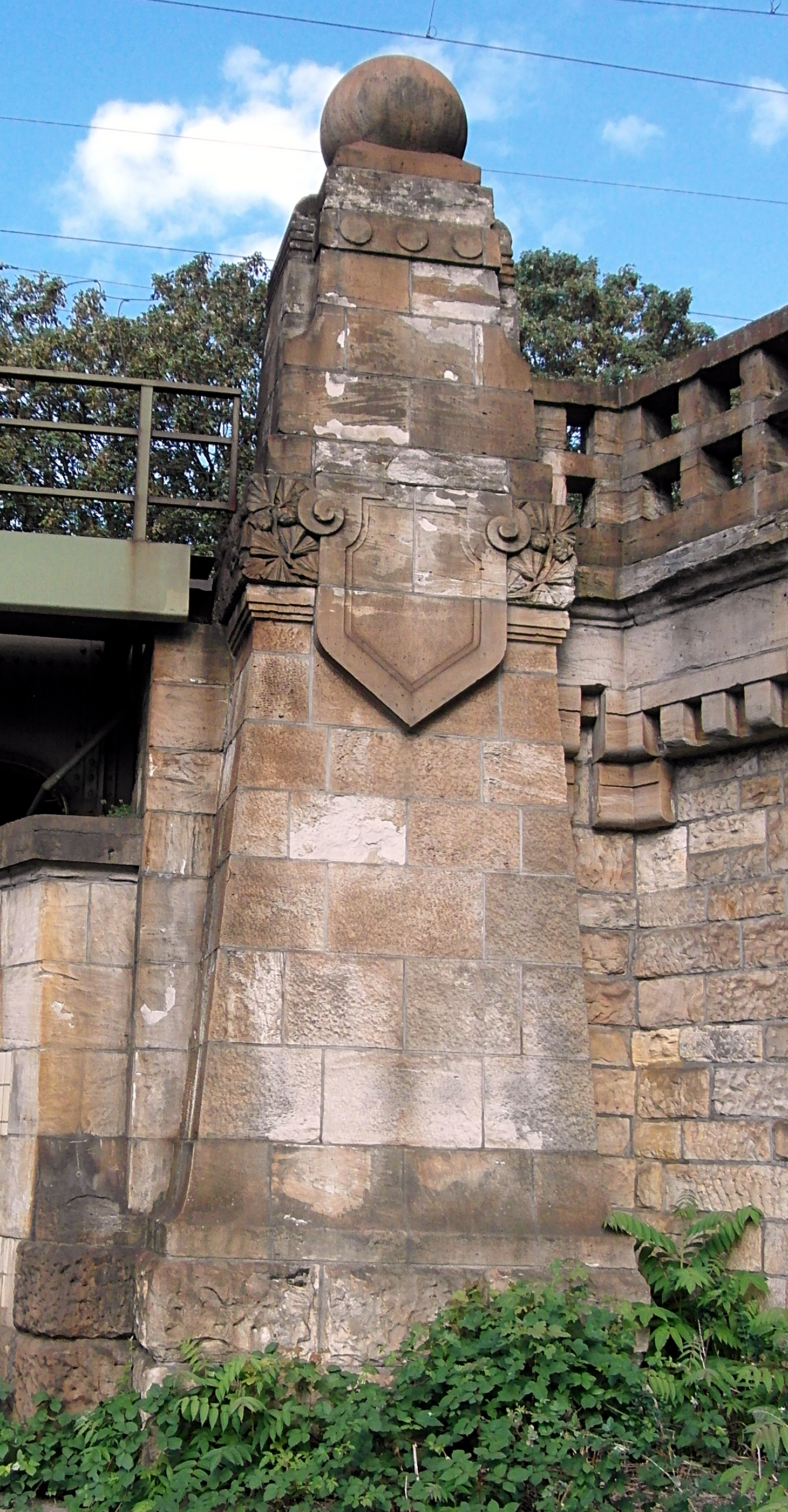
Einer der Pylone

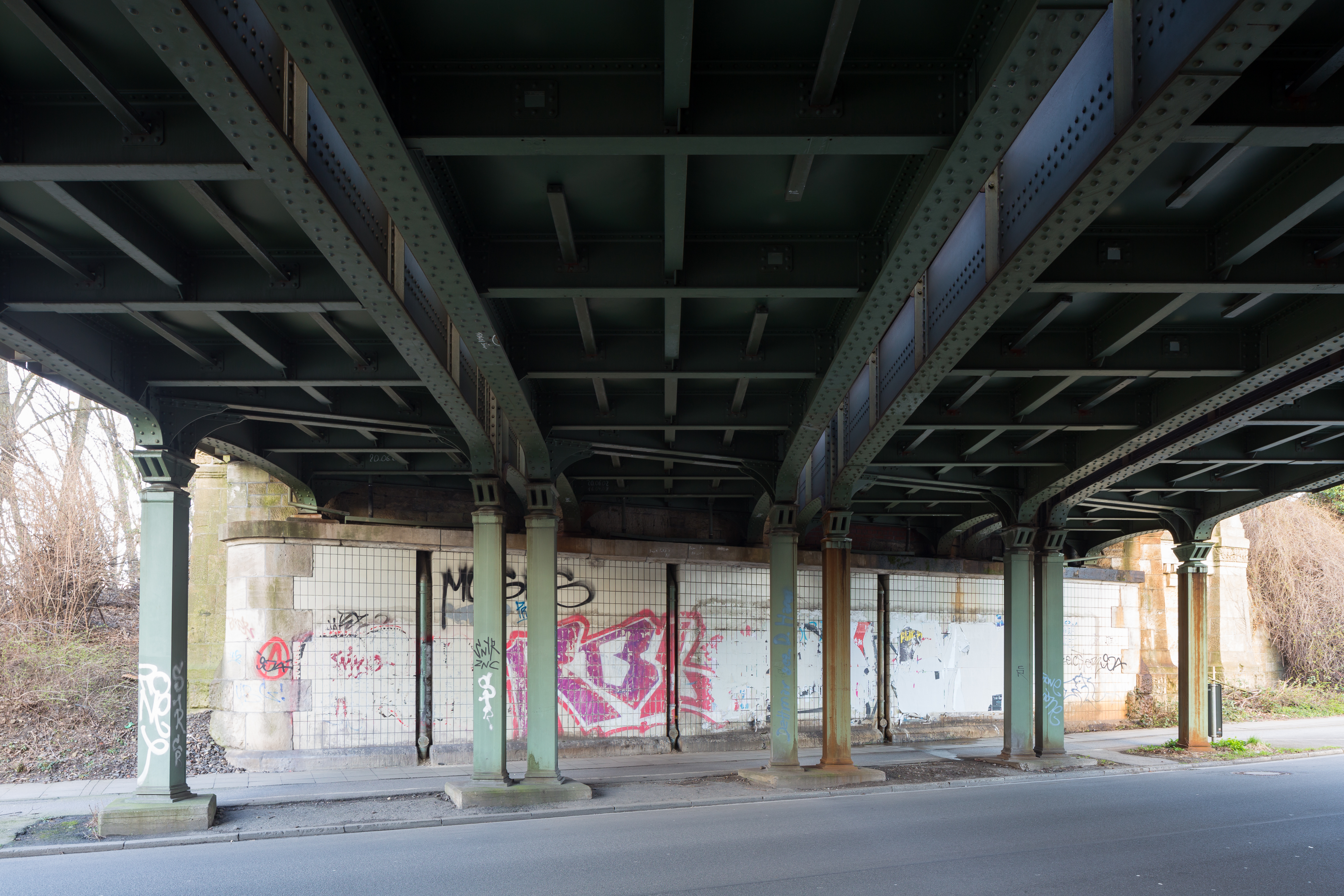
Genietete Stahl-Träger

Die Eisenbahnbrücke über die Stammestraße in Hannover-Ricklingen wurde 1909 in Betrieb genommen als viergleisige Eisenbahn-Brücke der hannoverschen Güterumgehungsbahn und der verlegten Bahnstrecke Hannover–Altenbeken der Hannover-Altenbekener Eisenbahn-Gesellschaft, die bis dahin etwas nördlicher auf dem Ohedamm verlief.
Die „durch sehr schöne Pylone“ betonte Brücke aus Dreifeldvollwandträgern in Stahl ruht auf gestalteten Sandstein-Widerlagern und wurde möglicherweise nach Plänen des Architekten Gustav Bär erbaut.
Das denkmalgeschützte Bauwerk über die Stammestraße hat sich in seinem ursprünglichen Zustand erhalten einschließlich der Gitter der Brüstung in der Formensprache des Jugendstils.